# Canthon sordidus
Canthon sordidus е вид бръмбар от семейство Листороги бръмбари (Scarabaeidae). Видът не е застрашен от изчезване.

## Разпространение и местообитание
Разпространен е в Бразилия (Амазонас, Амапа и Пара), Венецуела и Френска Гвиана.
Обитава гористи местности и плата.